# ISO 3166-2:CZ
کد ISO 3166-2:CZ بخشی از استاندارد ایزو ۳۱۶۶ برای کشور جمهوری چک است که توسط سازمان بین‌المللی استانداردسازی ISO تنظیم شده‌است این سازمان، کدهای استاندارد را برای تقسیمات کشوری (ایالتها یا استانهای) کشورهای فهرست شده در استاندارد ایزو ۳۱۶۶-۱ تعریف می‌کند.
هر کد شامل دو بخش می‌گردد که توسط علامت - جدا می‌گردند.
- بخش نخست CZ که در ایزو ۳۱۶۶-۱ آلفا-۲ کد کشور جمهوری چک است.
- بخش دوم شامل یک یا دو یا سه حرف است که بیان‌کننده استان یا ایالت کشور جمهوری چک می‌باشد.

## کدها
| #  | کدها  | استان                      |
| -- | ----- | -------------------------- |
| 1  | CZ-JC | &nbsp;منطقه بوهمی جنوبی    |
| 2  | CZ-JM | &nbsp;منطقه موراویای جنوبی |
| 3  | CZ-KA | &nbsp;استان کارلووی واری   |
| 4  | CZ-VY | استان ویسوچینا             |
| 5  | CZ-KR | &nbsp;منطقه هرادتس کرالووه |
| 6  | CZ-LI | &nbsp;استان لیبرتس         |
| 7  | CZ-MO | &nbsp;منطقه موراوی-سیلزی   |
| 8  | CZ-OL | &nbsp;استان اولوموتس       |
| 9  | CZ-PA | &nbsp;منطقه پاردوبیتسه     |
| 10 | CZ-PL | &nbsp;منطقه پلزن           |
| 11 | CZ-PR | پراگ                       |
| 12 | CZ-ST | &nbsp;منطقه بوهمی مرکزی    |
| 13 | CZ-US | &nbsp;منطقه اوستی ناد لابم |
| 14 | CZ-ZL | &nbsp;استان زلین           |